# Air New Zealand
Air New Zealand Limited este compania aeriană națională a Noii Zeelande. Având baza în Auckland, Noua Zeelandă, compania operează zboruri regulate de pasageri în 27 de destinații domestice și 26 internaționale în 14 state din Asia, Europa, America de Nord și Oceania, și este în prezent singura companie aeriană ce are curse în jurul lumii (Londra - Hong Kong - Auckland - Los Angeles - Londra). 
Rutele companiei se focalizează pe Australasia și Oceania,dar operează și curse lungi către Asia, Europa and America de Nord. Baza principală se găsește la Aeroportul din Aukland (în trecut Aeroportul Internațional Aukland).
Air New Zealand este membră a alianței aviatice globale Star Alliance din anul 1999.

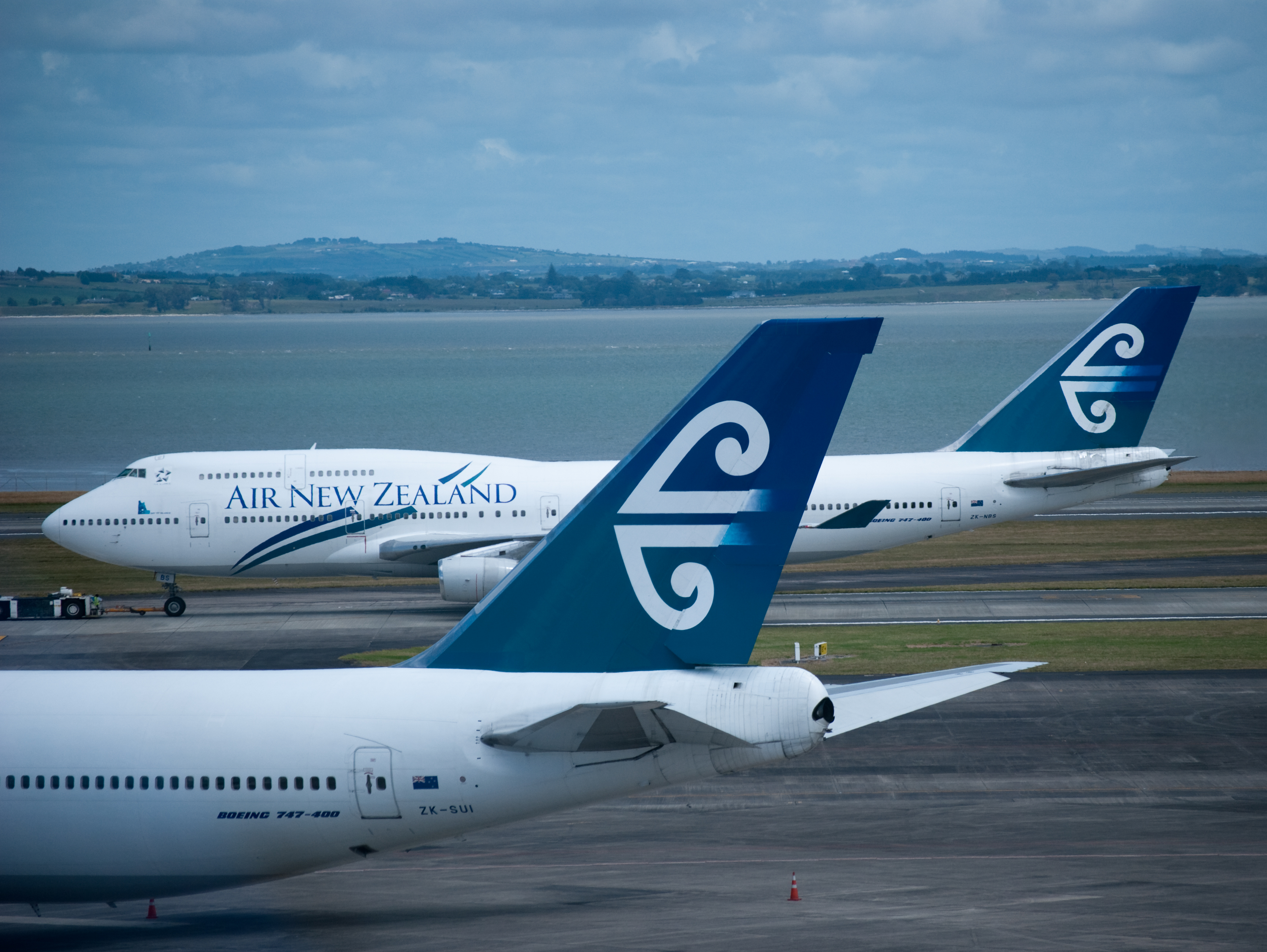
Sigla companiei pe cozile avioanelor Boeing 747